# 島田秀平の開運ラジオ
『島田秀平の開運ラジオ』（しまだしゅうへいのかいうんラジオ）は、地方のAM放送局で放送されている10分 - 30分の番販ラジオ番組である。かしわプロダクション制作。
手相芸人の島田秀平が、開運、手相に関する情報や話題を紹介する。
島田と同じホリプロ所属の芸人やアイドルがゲストに来ることもあり、その際に島田が手相を占うことがある。
年始ではネットされていない地域を中心に『島田秀平の大開運ラジオ』とタイトルを変えて放送する。

## 現在のネット局
（2022年4月13日現在）
- KBCラジオ（火）12:40 - 12:55
- 熊本放送（火）18:20 - 18:30
- 四国放送（火）23:40 - 24:00
- 秋田放送（日）15:30 - 15:40
- 朝日放送ラジオ（土）12:00 - 12:15 
  - 2020年4月～12月に土曜日18:00 - 18:30、2021年9月27日～2022年3月21日に月曜日18:30 - 19:00で放送していた。毎週土曜日の12:00 - 12:15に時差ネットを実施していた『おぎやはぎのクルマびいき』（TBSラジオ制作）の終了に伴って、2022年4月2日以降は上記の時間帯で15分版を放送。

## 過去のネット局
2015年9月放送終了
- 山陽放送

2019年10月時点放送、2020年4月現在放送終了
- 東北放送
- IBC岩手放送
- 山形放送
- 静岡放送
- 福井放送
- 高知放送
- 大分放送 - 2021年10月の時点では毎週土曜10:45-11:00に放送を再開したが2022年2月現在では放送されていない。

2020年12月時点放送、2021年10月現在放送終了
- 山口放送
- 山梨放送
- 宮崎放送

2022年2月時点放送、2022年4月現在放送終了
- 栃木放送 - 『後藤麻衣の心配ないさぁ〜!!』、『小田飛鳥ですよ。』(いずれもアール・エフ・ラジオ日本制作）の放送終了に伴い2022年2月6日から同年3月27日まで放送した。

2023年4月放送終了
- 朝日放送ラジオ

2022年3月28日時点放送、2024年9月放送終了
- HBCラジオ：月曜14:35 - 14:50（「カーナビラジオ午後一番!」内）

| スタブアイコン | サブスタブ | この項目は、まだ閲覧者の調べものの参照としては役立たない、ラジオ番組に関連した書きかけの項目です。この項目を加筆・訂正などしてくださる協力者を求めています（P:ラジオ/PJ:放送番組）。 |